# Johnstone-Dreieck

Das Johnstone-Dreieck (Chemisches Dreieck)

Das Johnstone-Dreieck (auch Chemisches Dreieck genannt) beschreibt die Natur der Chemie als drei Formen, die als Dreieck angeordnet werden. Diese Formen sind das Makroskopische und Greifbare: das, was man sehen, fühlen und riechen kann; das Submikroskopische: Atome, Moleküle, Ionen und Strukturen; und das Repräsentative und Symbolische: Symbole, Formeln, Reaktionsgleichungen, mathematische Rechnungen und Diagramme. Keine Form ist der anderen überlegen, aber jede ergänzt die andere. Dieses Modell ist benannt nach dessen Erfinder Alex H. Johnstone.
Johnstone beschreibt ein Dreieck von Denkebenen in der Chemie, aber ähnliche Dreiecke gibt es in allen Wissenschaften, wie bspw. das E-I-S-Schema nach Brunner in der Mathematikdidaktik. Das Johnstone-Dreieck ist ein Dreiecksdiagramm. Es stellt die Beziehungen zwischen den drei Variablen grafisch als Positionen in einem gleichseitigen Dreieck dar.

## Motivation
Die meisten Dinge, die uns in der Welt begegnen und aus denen wir viele unserer Konzepte bilden, sind makroskopischer Natur. Um die Chemie und ihre Konzepte besser zu verstehen, müssen wir uns jedoch auf die submikroskopische Ebene begeben, auf der das Verhalten der Stoffe in Bezug auf das Unsichtbare und Molekulare interpretiert und in einer Darstellungssprache und Notation festgehalten wird. Dies ist gleichzeitig eine Stärke der Chemie als Erkenntnisstreben und eine Schwäche, wenn wir versuchen, sie zu lehren oder wenn Schülerinnen und Schüler versuchen, sie zu lernen. In einem anderen Modell von Johnstone wird beschrieben, dass es Grenzen des Arbeitsgedächtnisses gibt, wodurch nur eine begrenzte Menge an Informationen in einem bestimmten Zeitraum verarbeitet werden kann. Denn wenn Lernende versuchen, ein Informationspaket zu einem Inhalt, welches alle drei Ebenen beinhaltet zu speichern, können in der Regel nicht alle Informationen angemessen erfasst und verarbeitet werden. So führt das gleichzeitige Einführen aller drei Aspekte in der Regel zu einer Überforderung und ggf. zur Bildung von Fehlvorstellungen. Während erfahrene Personen im Umgang mit der Chemie in der Lage sind, mit allen drei Ebenen gleichzeitig adäquat umzugehen, fehlt es Lernenden an der nötigen Erfahrung, um die Komplexität der Inhalte zu bewältigen.
Folglich müssen chemische Konzepte in Resonanz mit den Lernenden und ihren Fähigkeiten vermittelt werden.

## Beschreibung und Didaktik
Konzepte, die beobachtet bzw. makroskopisch wahrgenommen werden können, können auch auf der submikroskopischen Ebene beschrieben werden. Diese submikroskopische Beschreibung kann das Verständnis eines Konzepts nochmals erweitern (bspw. das Lösen eines Salzes in Wasser und die Trennung des Ionengitters durch elektrostatische Wechselwirkungen mit den Wassermolekülen). Zudem können beide Ebenen jeweils symbolisch dargestellt werden. Chemische Sachverhalte können nach dem Johnstone-Dreieck auf drei Ebenen betrachtet werden:
1. makroskopische Ebene: das, was man sehen, fühlen und riechen kann,
2. submikroskopische Ebene: Atome, Moleküle, Ionen und Strukturen,
3. symbolische Ebene: Symbole, Formeln, Reaktionsgleichungen, Stöchiometrie, Tabellen und Graphen.

Im Allgemeinen können in der verbalen Kommunikation und in Abbildungen o. ä. Vermischungen der Ebenen auftreten. Beispielsweise werden in der Aussage „Kupfer nimmt Elektronen auf“ die makroskopische und submikroskopische Ebene vermischt, wobei Kupfer auf der makroskopischen Ebene ist, da dieser Stoff beobachtet und angefasst werden kann und die Elektronen auf der submikroskopischen. Eine Vermischung der Ebenen kann auch in Abbildungen auftreten, z. B. in einer Abbildung zur Darstellung von Aggregatzuständen, die Teilchendarstellungen auf submikroskopischer Ebene enthält und Pfeile, die den Übergang zwischen zwei Zuständen symbolisieren sollen, aber mit Begriffen beschriftet sind, die Vorgänge auf makroskopischer Ebene bezeichnen (z. B. Schmelzen, Erstarren usw.). Solche Vermischungen führen zu fachlich unscharfen Formulierungen und können zu Fehlvorstellungen bei den Lernenden führen (z. B. „das ganze Kupferblech gibt Elektronen ab“, „Wasserteilchen schmelzen, wenn sie flüssig werden“). Im Unterricht sollten die Ebenen in einzelnen Beschreibungen, Formulierungen, Erklärungen, Abbildungen, Teilchenanimationen etc. daher nur wenig oder gar nicht vermischt werden (Fokus auf eine Ebene). Insgesamt sollten jedoch die drei Ebenen miteinander in Beziehung gesetzt und aktiv zwischen ihnen gewechselt werden, so dass die Lernenden lernen, zwischen den Ebenen zu übersetzen.
Jede Ebene ist komplementär mit den anderen verbunden. Keine Ebene sollte einen unausgewogenen Schwerpunkt im Chemieunterricht bilden. Aus Sicht der Informationsverarbeitung sollte im Unterricht mit Dingen begonnen werden, die die Lernenden als interessant und vertraut empfinden, so dass es bereits Ankerpunkte im Langzeitgedächtnis gibt, an denen sie das neue Wissen festmachen können. Neue Konzepte sollten so konkret und anschaulich wie möglich sein. Die häufige Verwendung von mathematischen Symbolen, Formeln und Gleichungen, um Beziehungen auf makroskopischer und submikroskopischer Ebene auszudrücken, macht die Chemie zum Teil noch komplexer. So ist ein Hindernis für das Verständnis der Chemie, dass der Chemieunterricht hauptsächlich auf der abstraktesten Ebene, der symbolischen Ebene, stattfindet. Ein weiteres Hindernis besteht darin, dass die drei Ebenen auf verschiedene Weise interpretiert werden können und dass die Lehrkräfte im Unterricht unbewusst zwischen den Ebenen wechseln. Dadurch kann es den Lernenden nicht gelingt, die drei Ebenen zu verbinden, was zu einem fragmentierten Bild der Chemie mit vielen rätselhaften Teilen führt, die nicht zusammenzupassen scheinen.
Barke schließt daraus, dass es ein großer Fehler ist, im Chemieunterricht sofort von der makroskopischen Ebene auf die symbolische Ebene zu wechseln, ohne die submikroskopische Ebene zur Veranschaulichung zu nutzen. Der Übergang von der makroskopischen zur symbolischen Ebene kann über Repräsentationen (z. B. Modelle, Simulationen, Animationen) auf der submikroskopischen Ebene erfolgen. Die komplexe symbolische Ebene sollte anfänglich auch vermieden werden. Es ist daher sinnvoll, die ersten experimentellen Beobachtungen der Schülerinnen und Schüler mit Hilfe konkreter Modelle zu interpretieren und die chemischen Symbole zunächst wegzulassen. Insgesamt soll es in der Schule einen bewussten Umgang mit den drei Ebenen geben. Die komplementäre Dreiecksbeziehung zwischen den Ebenen sollte den Lernenden explizit verdeutlicht werden. Dabei sollte für die Schülerinnen und Schüler im Unterricht transparent sein, auf welcher Ebene sie sich gerade befinden. Die Behandlung eines naturwissenschaftlichen Inhalts auf allen drei Ebenen des Johnstone-Dreiecks wird als vorteilhaft für die Verbesserung des Lernerfolgs angesehen. Das sinnvolle Zusammenführen der drei unterschiedlicher Ebenen zu einem einheitlichen Bild kann als eine zentrale Aufgabe angesehen werden, die immer wieder bewusst an geeigneten Beispielen geübt und so nachhaltig als naturwissenschaftlich-chemisches Denken vermittelt werden sollte.

## Beispiele
Die makroskopische Ebene umfasst die beobachtbaren Stoffeigenschaften, die auf der submikroskopischen Ebene (Teilchenebene) mit Hilfe theoretischer Konstrukte qualitativ erklärt und auf der symbolischen Ebene, z. B. in Form einer Reaktionsgleichung, quantitativ erfasst werden. Dahingehend lassen sich verschiedene Beispiele formulieren.

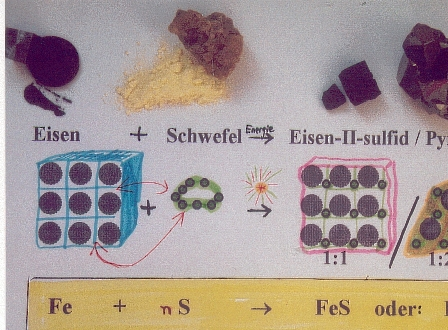
Die drei Repräsentationsebenen anhand des Reaktionsschemas von Eisen und Schwefel zu Eisensulfide

Das (greifbare und sichtbare) Makrophänomen des Lösens von Salz in Wasser wird dadurch erklärt, dass das Salz in einem regelmäßigen Gitter vorliegt, von den Wassermolekülen angezogen und in die Lösung gebracht wird. Der Lösungsprozess wird dann bspw. als {\displaystyle {\ce {NaCl (s) -> Na+ (aq) + Cl- (aq)}}} dargestellt. In der nachfolgenden Tabelle sind u. a. die drei Repräsentationsebenen zum Lösungsprozess eines Salzes dargestellt.
| Makroskopische Ebene                                   | Submikroskopische Ebene                                                                                | Symbolische Ebene                                                  |
| ------------------------------------------------------ | --- | ------------------------------------------------------------------ |
|                                                        | | {\displaystyle {\ce {NaCl (s) -> Na+ (aq) + Cl- (aq)}}}            |
| Ein Gemisch aus Sauerstoff und Wasserstoff explodiert. | Sauerstoffmoleküle reagieren mit Wasserstoffmolekülen zu Wassermolekülen in einer exothermen Reaktion. | {\displaystyle {\ce {O2 (g) + 2 H2 (g) -> 2 H2O (g); \Delta H<0}}} |

Begriffe aus der Chemie können ebenfalls den Ebenen zugeordnet werden, je nachdem, ob der Begriff ein makroskopisches oder ein submikroskopisches Phänomen oder Verhalten beschreibt. Nachfolgend sind beispielhaft einige Begriffe der makroskopischen und submikroskopischen Ebene zugeordnet.
| Makroskopische Ebene                                                                          | Submikroskopische Ebene                                                                      |
| --------------------------------------------------------------------------------------------- | -------------------------------------------------------------------------------------------- |
| Aggregatzustand, Konzentration, pH-Wert, Leitfähigkeit, Reduktionsmittel, Schmelzpunkt, Farbe | Polarität, Protonendonator, Elektrophil, Atomradius, Ionisierungsenergie, Elektronegativität |

## Alternativen
Seit der Entstehung des Johnstone-Dreiecks wurde verschiedene Alternativen oder Erweiterungen des Dreiecks erstellt.
Peter Mahaffy fügte dem chemischen Dreieck die Ebene „human element“ hinzu, die mit „lebensweltlicher Komponente“ übersetzt werden kann. Mit dieser neue Ebene wird das Dreieck zum chemischen Tetraeder. Diese lebensweltliche Komponente stellt das Netzwerk der menschlichen Kontexte für das chemische Lernen dar. Damit soll ein stärkerer Bezug des Unterrichtsgegenstandes zur Lebenswelt der Lernenden gewährleistet werden.
Jan-Bernd Haas benannte in seiner Version des Johnstone-Dreiecks, das sogenannte „chem⁝LEVEL-Dreieck“, die drei Ebenen um. Die makroskopische Ebene wird als „Beobachtungsebene“, die submikroskopische Ebene als „Vorstellungsebene“ und die symbolische Ebene als „Symbolebene“ bezeichnet. Die Ebenen des Dreiecks werden in diesem Modell als Kommunikationsebenen angesehen. Jeder Ebene kann eine spezifische Fachsprache zugeordnet werden. Mit dieser Neuinterpretation des Johnstone-Dreiecks soll ein stärkerer Bezug zur Fachsprachenförderung hergestellt werden. Nach diesem Modell können Konzepte auf drei verschiedenen Ebenen formuliert werden. Beispielsweise kann der Lösungsprozess von Natriumchlorid auf den drei Ebenen wie folgt formuliert werden: Nachdem das Salz in Wasser gegeben und umgerührt wurde, sind keine Salzkristalle mehr sichtbar (Beobachtungsebene); Ionen im Ionengitter werden durch starke elektrostatische Wechselwirkungen mit dem Wassermolekül aus dem Ionengitter entfernt (Vorstellungsebene); {\displaystyle {\ce {NaCl (s) -> Na+ (aq) + Cl- (aq)}}} (Symbolebene).
Josef Leisen hat für den mathematisch-naturwissenschaftlichen Unterricht im Allgemeinen fünf Darstellungsebenen formuliert. Dieses Modell weist teilweise Ähnlichkeiten mit dem Johnstone-Dreieck und dem E-I-S-Schema auf. Die Ebenen sind: die gegenständliche Ebene, sie ist konkret und greifbar, z. B. Gegenstände, Experimente und Handlungen, die bildliche Ebene, sie stellt oft Vorgänge in bildlicher Sprache dar, die sprachliche Ebene, sie umfasst gesprochene und geschriebene Texte o. ä., die symbolische Ebene, sie verwendet Formen (Symbolisierungsformen) wie z. B. Strukturdiagramme, Flussdiagramme, Schaubilder, Tabellen usw. und die mathematische Ebene, die abstrakteste Symbolisierung eines Sachverhaltes z. B. mathematische Ausdrücke.

## Geschichte
Das Konzept des Johnstone-Dreiecks entstand 1991. Es war eine Reaktion auf einen Umbruch in der naturwissenschaftlichen Bildung der 1960er Jahre. Vorher befassten sich die Naturwissenschaften in den Schulen nur mit fest definierten stets separaten Inhalten. In der Chemie wurde sich mit Herstellung und Eigenschaften (nur makroskopische Stoffeigenschaften) beschäftigt und bspw. Fragen zu Halogenen waren strikt getrennt von Fragen zum Stickstoff. In der Schulchemie wurde nicht nach Mustern oder Zusammenhängen in den Inhalten geschaut. Nach diesem Umbruch in den 1960er Jahren hielt eine neue Perspektive Einzug in das Lehren und Lernen der Naturwissenschaften. Eine Perspektive, die Konzepte als verbindend und emanzipatorisch ansah; eine Perspektive, die nach großen, universellen Mustern suchte; eine Perspektive, die im Experiment Dinge „sehen“ konnte, die weit über das Unmittelbare und Wahrnehmbare hinausgingen. Viele naturwissenschaftliche Konzepte sind ähnlicher Natur: Elektronen, Bindungsenergien, Photonen, Strukturen und Moleküle. Alle diese Konzepte liegen jenseits unserer Sinne, und die Lernenden haben wenig oder gar keine Erfahrung mit dem Aufbau solcher Konzepte.
Bei Erklärungen solcher Konzepte, wie das oben beschriebene Lösen eines Salzes, kann die Lehrkraft das Johnstone-Dreieck in fast einem Atemzug vollständig durchqueren. Die Lernenden jedoch können in der makroskopischen Ecke des Dreiecks stecken bleiben und nicht mitkommen. Denn, so postuliert Johnstone, ein Großteil des Unterrichts findet innerhalb des Dreiecks statt, wobei die drei Ebenen in unterschiedlichem Maße interagieren und präsent sind. Eine grobe Vermischung der drei Ebenen tritt z. B. bei solchen Erklärungen oder auch bei Experimenten auf, bei denen die Lernenden gleichzeitig die Durchführung lesen, die Techniken anwenden und Beobachtungen machen. Nach Johnstone kann dies zu einer Überlastung des Arbeitsgedächtnisses führen, so dass Interpretation, Neuzusammenstellung von Ideen und sinnvolles Lernen nicht stattfinden können. Der schnelle Wechsel von einer Ebene zur anderen ist eine erlernte Fähigkeit. Der Lehrkraft ist es möglicherweise nicht bewusst, welche Anforderungen durch den schnellen Wechsel und die Vermischung der Repräsentationsebenen an die Lernenden gestellt werden. Denn in der Chemie ist es nicht notwendig, alle drei Ebenen gleichzeitig zu betrachten, denn in der Vergangenheit hat man sich nur mit der makroskopischen Ebene beschäftigt und z. B. die klassische Thermodynamik hat sich nur mit der makroskopischen und symbolischen Ebene beschäftigt. Studien über die Leistung in Verbindung mit der Kapazität des Arbeitsgedächtnisses von Schülerinnen und Schülern haben gezeigt, dass ein klarer Grund für Lernschwierigkeiten in Chemie (eigentlich in allen Fächern) darin liegt, dass die Kapazität des Arbeitsgedächtnisses begrenzt und festgelegt ist. Insgesamt erwuchs sich hieraus das Modell zur Natur der Chemie, dem sogenannten Johnstone-Dreieck und, dass es in der Schule einen bewussten Umgang mit den Ebenen geben soll.